# HD 108874 c
HD 108874 c는 2005년 항성 HD 108874의 생명체 거주가능 영역 바깥에서 발견된 외계 행성이다. 이 행성이 받는 일사량은 지구의 15.9퍼센트에 불과하다. 도플러 분광법을 이용해 발견했는데, 여기에 따른 행성의 최소 질량은 목성의 1.018배이다. 다만 궤도 경사각이 밝혀지지 않았기 때문에 실제 질량은 훨씬 더 클 수 있다.

## 참고 문헌
- (영어) Vogt 연구진 (2005). “Five New Multicomponent Planetary Systems”. 《The Astrophysical Journal》 632 (1): 638–658. doi:10.1086/432901.

## 같이 보기
- HD 108874 b